# Фолкмар II (Харцгау)
Фолкмар II фон Харцгау (на немски: Volkmar II von Harzgau; † 1 септември или 1 октомври 1015) от род Ветини е граф в Харцгау
Той е вероятно син или внук на граф Фолкмар I фон Харцгау († пр. 961) или син на граф Фридрих III фон Харцгау († 1002/1003) и брат на Рикберт фон Харцгау († ок. 1022).
Фолкмар е убит на 1 септември (или 1 на октомври) 1015 г. през четъртия поход на император Хайнрих II против полския крал Болеслав I при Кросен ан дер Одер заедно с командира Геро.